# Филиппа Геннегау
Филиппа де Авен (Philippe de Avesnes; 24 июня 1314, Валансьен — 15 августа 1369, Виндзорский замок) — королева Англии, жена Эдуарда III. От четырнадцати детей Эдуарда и Филиппы происходят основные участники войн Алой и Белой розы.

## Биография
Третья из пяти дочерей Виллема I (1286—1337; соединившего в своих руках графства Геннегау, Голландия и Зеландия) и Жанны (1294—1352; дочери Карла Французского, графа Валуа). Наречена в честь прадеда — французского короля Филиппа III.

### Брак
Брак с Эдуардом был заключён по политическим мотивам: в 1326 году Виллем I помог матери будущего английского короля собрать войско для свержения её мужа. Несмотря на это, по словам хрониста Жана Фруассара, семейная жизнь Эдуарда и Филиппы была на редкость удачной.
Брачный союз своего старшего сына с одной из дочерей Виллема I планировал ещё Эдуард II. По его заданию епископ Экзетерский Уолтер Степлдон в 1319 году на пути в Париж остановился в Эно. Сохранилось описание выбранной Степлдоном в жёны наследнику английского престола принцессы. Имя не указано, возможно, что это была старшая дочь графа, Сибелла, вскоре умершая. Существуют также предположение, что епископ избрал Филиппу, однако, по существующему в то время обычаю, не полагалось отдавать предпочтение младшей дочери в обход старших.
По сообщению Фруассара, в 1326 году, будучи вместе с матерью при дворе Виллема I, Эдуард уделял Филиппе более внимания, чем другим её сёстрам, и она также искала его общества. Изабелла Французская и её сын провели в Валансьене восемь дней, прежде чем отправиться с наёмным войском, во главе которого стоял дядя Филиппы Иоганн Геннегау, в поход против Эдуарда II. Договор о помолвке Эдуарда с дочерью Виллема I был подписан Изабеллой 27 августа в Моне, королева обязывалась заключить брак не позднее, чем через два года. Приданое невесты было предоставлено в распоряжение королевы немедленно: с помощью денег, войск и флота Геннегау она совершила удачное вторжение в Англию и свергла Эдуарда II.
Формально брак принца должен был быть согласован с Парламентом и Королевским советом. Королева Изабелла не позднее 5 августа 1327 года добилась нужного решения: одна из дочерей графа Геннегау должна была стать женой молодого короля. Требовалось церковное разрешение на брак: будущие супруги состояли в близком родстве, так как их матери были двоюродными сёстрами. В письме к папе, где содержится просьба о дозволении королю Англии «жениться на дочери того дворянина, графа Вильгельма Геннегау, Голландии, и Зеландии, и лорда Фрисландии», имя Филиппы не упоминается.
18 октября 1327 года король, находившийся в Ноттингеме, уполномочил епископа Личфилда и Ковентри на совершение его бракосочетания с «благородной девицей Филиппой Геннегау». Он также приказал «своему любимому Бартоломью Бергершу, констеблю Дувра, встретить графа Виллема Геннегау, с прославленной девицей Филиппой, его дочерью», а представителям короля тех земель, через которые могут проследовать граф, его дочь и их свита, оказывать им, если потребуется необходимую помощь.
Вскоре после получения папского разрешения Филиппа сочеталась браком по доверенности в Валенсьене. Она отплыла в Англию из Висана вместе с Иоганном Геннегау и свитой, высадилась в Дувре и прибыла в Лондон 23 декабря 1327 года. В торжественной встрече Филиппы участвовало духовенство, лорд-мэр и аристократия столицы Англии. Венчание Эдуарда и Филиппы произошло в Йорке 24 января 1328 года. Пышная церемонии, проходившая в Йоркском соборе, была отмечена присутствием ста представителей аристократии Шотландии, прибывших для заключения мира с Англией, который гарантировался браком младшей сестры короля Джоан Тауэрской с наследником шотландского престола. После свадьбы дядя королевы отбыл на родину с богатыми дарами. В свите Филиппы в Англию прибыли хронист Жан Лебель и Уолтер Мони, позднее прославившийся как один из самых способных военачальников. У Филиппы, вопреки обычаю, не было своего двора, не получила она от свекрови и земельного удела, на владение которым при жизни мужа имела право в качестве королевы-супруги. Её коронация была отложена на неопределённое время. По мнению исследователей, Изабелла намеренно держала невестку на заднем плане, опасаясь потерять своё влияние на сына и, вместе с ним, свою власть. На сессии Парламента, проходившей в мае 1328 года Эдуард III пытался добиться выделения для жены фьефа и 15000 фунтов годовой ренты. Однако в королевской казне, в которой на момент падения Эдуарда II было 60000 фунтов, уже не оставалось средств.
Эдуард и Филиппа провели Пасху в Йорке и после заключения мира с Шотландией возвратились на юг. В июне они обосновались в летнем дворце в Вудстоке, который станет основным местом пребывания Филиппы, в то время, когда её молодой муж находился под опекой Мортимера и королевы-матери.
Филиппа была коронована в марте 1330 года в Вестминстерском аббатстве, церемония прошла скромно, так как королевская казна была опустошена Изабеллой и её фаворитом Мортимером.
Пятнадцатого июня 1330 года в Вудстокском дворце Филиппа родила первого ребёнка, Эдуарда, позднее прославившегося под именем Эдуард Чёрный принц. Рождение наследника так обрадовало короля, что Катрин де Монакют, первой сообщившая ему эту новость, получила в подарок невероятно большую сумму — пятьсот марок.
Осенью 1330 года Эдуард, раздражённый связью своей матери с Мортимером и понимавший всю опасность своего положения, отстранил Изабеллу от правления, арестовал и казнил Мортимера, взяв власть в свои руки. Став полноправным монархом, Эдуард объявил, что будет управлять «в соответствии с правами и здравым смыслом, что подходит нашему королевскому достоинству». Молодой Эдуард воплощал в себе качества, делавшие его в глазах окружения идеальным рыцарем. Филиппа, получившая воспитание при одном из изысканнейших дворов Европы, была образцовой женой справедливого и просвещённого короля, покровительницей людей искусства и учёных, законодательницей мод.
Королева Филиппа была очень внимательна к своей свекрови, отстранённой от власти. Папа римский в своём письме летом 1331 года воздавал хвалы молодой королеве за её отношение к Изабелле и отмечал, что необходимо «восстановление доброго имени королевы-матери, которое незаслуженно пострадало».
Эдуард пресек злоупотребления прежнего режима и обратил внимание на рост благосостояния страны, уделяя особое внимание развитию торговли и ремёсел. В 1330-х годах было положено начало производству высококачественных шерстяных тканей, ставших позже основным источником дохода страны, до тех пор лишь экспортировавшей сырьё. Возможно, под влиянием Филиппы король пригласил ткача из Фландрии Джона Кемпа. В одном из первых документов, подписанных им, Эдуард обещал безопасность и всяческую поддержку самому Кемпу, его родным и слугам в том случае, если он займется своим ремеслом в Англии. Фламандских ткачей привлекала в страну дешевизна и доступность сырья, развитая торговля и стабильность. Они обосновались преимущественно в Норидже (графство Норфолк), Йорке и Кренбуне (графство Кент). Во время поездки Эдуарда III по восточной части страны Филиппа лично посетила поселение фламандских ткачей в Норидже.

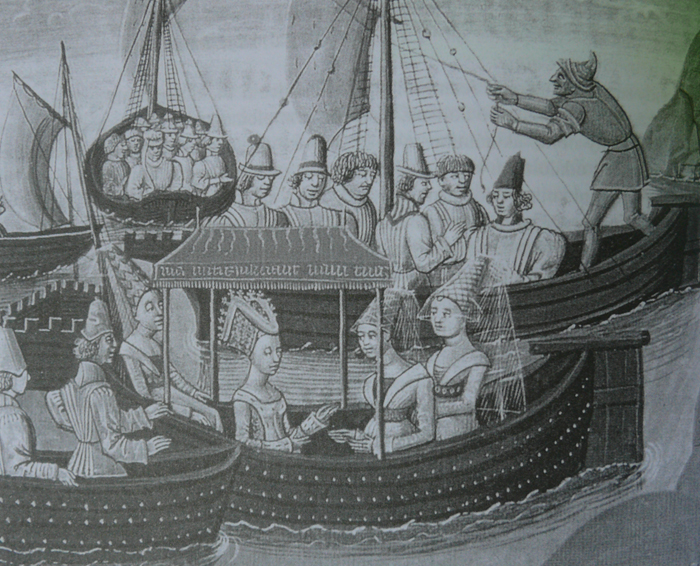
Филиппа Геннегау, неизвестный автор

### Войны с Шотландией и Францией
В 1332 году к Эдуарду за поддержкой обратился претендент на шотландский престол Эдуард Баллиол. В следующем году Эдуард, готовясь к вторжению в Шотландию, перенёс двор в Йорк, а весной осадил Берик. Филиппа сопровождала мужа, и, пока длилась осада Берика, находилась в замке Бемборо (Нортумберленд). Шотландский регент при малолетнем короле Давиде, Арчибальд Дуглас, пытаясь отвлечь внимание Эдуарда, блокировал Бемборо. Однако английский король, положившись на мужество супруги и надёжность замка, не снял осады с Берика, а после нанесения поражения шотландцам в битве при Халидон Хилле, вошёл в город 20 июля. В 1337 году, сопровождая Эдуарда в четвёртой кампании против шотландцев, Филиппа родила своего третьего сына, названного Уильямом Хатфилдом, в небольшой йоркширской деревне. Этот младенец умер, прожив несколько недель, и был похоронен с королевскими почестями в Йоркском соборе.
В 1338 году Эдуард, претендуя на французскую корону, начал войну с Филиппом VI. Чтобы добыть средства на военную кампанию, он заложил драгоценности короны и занял огромную сумму — триста тысяч фунтов. Фландрия стала плацдармом для английских войск. В Антверпен, где на время боевых действий расположился королевский двор, Эдуард прибыл с Филиппой и младшей дочерью. 29 ноября Филиппа родила сына, получившего по месту рождения имя Лайонел Антверп. 
В честь Филиппы её духовник Роберт де Эгелсфилд основал в 1341 году в Оксфордском университете Куинз-колледж, королева являлась его патроном. 
Жан Фруассар, служивший в 1361—1369 годах при дворе Филиппы хронистом, называл её «самой великой королевой Англии из тех, что правили после Джиневры».
В конце жизни Филиппа много болела и располнела, а Эдуард стал проводить всё больше времени с заносчивой метрессой, Элис Перрерс. Королева Филиппа умерла в Виндзорском замке и была похоронена в Вестминстерском аббатстве.
В памяти народа с Филиппой связана легенда о шести гражданах Кале, которых Эдуард пощадил от казни, поддавшись увещеваниям беременной супруги. Знаменитое изваяние героев этой легенды создал в 1889 году для Кале скульптор Огюст Роден.

## Дети
1. Эдуард Чёрный принц (1330—1376), принц Уэльский
2. Изабелла (1332—1379), супруга (1365) Ангеррана VII де Куси
3. Джоанна (1335—1348)
4. Уильям Хатфилд (1337—1337)
5. Лайонел Антверп (1338—1368), герцог Кларенс
6. Джон Гонт (1340—1399), 1-й герцог Ланкастерский, граф Ричмонд
7. Эдмунд Лэнгли (1341—1402), 1-й герцог Йоркский
8. Бланка (1342—1342)
9. Мария (1344—1361), супруга (1361) Жана V де Монфора, герцога Бретонского
10. Маргарет (1346—1361), супруга (1352) Джона Гастингса, графа Пемброка
11. Томас (1347—1348)
12. Вильям (1348—1348)
13. Джоанна (1351—?)
14. Томас Вудсток (1355—1397), 1-й герцог Глостерский

## В искусстве
- Упоминается в исторических романах Мориса Дрюона «Французская волчица» и «Лилия и лев» из цикла «Проклятые короли».